# Josef Alois Jeremiáš
Josef Alois Jeremiáš (19. února 1808 Žumberk – 30. října 1883 Chrast) byl český kantor, varhaník a spisovatel. Zakladatel hudebního rodu.

## Život
Josef Alois Jeremiáš absolvoval učitelský kurs v Pardubicích v roce 1824. Jeho učitelem hudby byl J. Schreiner. Učil na řadě míst v okolí Chrudimi. V Řestokách se stal správcem školy a starostou. Kromě toho jako dobrý varhaník působil jako ředitel kůru a učitel hudby. Byl činný i literárně.
Jeho syn Bohuslav Jeremiáš se stal hudebním skladatelem, stejně tak jako jeho vnuci Jaroslav Jeremiáš a Otakar Jeremiáš.